# Il cavaliere Giocondo
Il cavaliere giocondo è un'opera teatrale in cinque atti in versi martelliani di Carlo Goldoni scritta nel 1755  e rappresentata per la prima volta a Venezia durante il Carnevale di quell'anno.
Inizialmente intitolata I viaggiatori, venne poi ribattezzata dall'autore, come specificato nella prefazione per l'edizione a stampa: Per rendere la Commedia ridicola, per la stagione Carnevalesca in cui dovevasi rappresentare, ho scelto fra i Viaggiatori i caratteri più giocosi, ed ecco che del titolo generale si potevano offendere le persone di senno, che viaggiano con profitto de' loro interessi o del loro talento. Ho dunque cambiato alla Commedia il nome, e l'ho intitolata Il Cavaliere Giocondo. In fatti egli è il soggetto dell'azion principale. 
Benché accolta con favore dal pubblico, Goldoni non era soddisfatto di questo lavoro, tanto che nei suoi Mémoires scrisse: Nella prima recita non andò a terra: era in versi, non era dispiaciuta a nessuno, ma io solo ne ero disgustato. Il fondo di essa può veramente dirsi cosa da nulla. La morale della commedia potrebbe essere di qualche utilità quando fosse meglio condotta, e di differenti personaggi meglio connessi e più importanti.
Dalla commedia, Goldoni stesso ricavò il libretto per il melodramma giocoso Il viaggiatore ridicolo, musicato da Antonio Maria Mazzoni.

## Trama
Bologna. Giocondo, un balordo cui è stato dato per burla il titolo di cavaliere, è un fanatico dei viaggi e delle abitudini straniere, pur avendo in realtà visitato solo la Lombardia. In conseguenza del suo amore per i viaggi, lui e sua moglie Possidaria (folle quanto il marito) ospitano in casa ogni specie di forestiero, ma alla fine saranno truffati e disprezzati da tutti.

## Poetica
Per Giuseppe Ortolani la caricatura di Giocondo e della moglie Possidaria riescono piuttosto gradevoli, ma il commediografo veneziano puntava molto anche sulla caratterizzazione degli altri personaggi: Un uomo ignorante, fanatico, che ha la passione di trattar viaggiatori e di spendere il suo malamente per alloggiarli e il frutto delle sue attenzioni non è che la derisione e lo scherno, in compagnia della Moglie, sciocca e fanatica al pari di lui. Per altro considerando i Viaggiatori che intervengono nella Commedia come episodi, e parte integrante dell'opera, sono tutti caratteri originali. Donna Marianna fa rilevare i pregiudizi di una Madre acciecata soverchiamente dall'amore materno; Rinaldino le conseguenze di un Figliuolo male educato; madama Bignè ci rappresenta una femmina inquieta, volubile, capricciosa; il Conte, suo cognato, un povero galantuomo imbarazzato a custodire una femmina stravagante; don Alessandro un cicisbeo sofferente, ma finalmente annoiato; don Pedro un pedante schiavo dell'interesse; Gianfranco e Lisaura due impostori che girano il mondo; ed il marchese di Sana ci dà l'idea dell'uomo savio e morigerato. Ciascheduno di questi caratteri bastar potrebbe al soggetto di una Commedia; ma io ho avvezzato il popolo a vederne tante insieme in una sola rappresentazione, che di uno e di due i spettatori non si contentano. .